# أبولو 6
أبولو 6 (بالإنجليزية: Apollo 6)‏، وتُعرف أيضًا باسم إيه إس 502، وكانت المهمة الثانية من النوع (A) لبرنامج أبولو الفضائي الخاص بالولايات المتحدة، وهي مهمة اختبارية غير مأهولة لإطلاق الصاروخ ساتورن 5. وكانت هذه المهمة أيضًا آخر المهمات الاختبارية غير المأهولة ببرنامج أبولو الفضائي.
كانت هذه الرحلات الاختبارية بغرض التحقق من قدرة الصاروخ ساتورن 5 على إدخال المركبات الفضائية في مسارها إلى القمر مع حمولة تحاكي نحو 80% من مركبة أبولو الفضائية الكاملة، وبغرض إعادة التحقق من قدرة الدرع الحراري لوحدة القيادة (CM) على تحمل الدخول عبر الغلاف الجوي القمري. كان ضمن خطة الرحلة أن تلغي المركبة رحلتها لتعود مباشرةً إلى الأرض، عقب إدخالها في مسارها إلى القمر، باستخدام المحركات الرئيسية لمركبة القيادة ووحدة الخدمة (CSM)، مع فترة طيران كلية تصل إلى عشر ساعات تقريبًا.
أحدثت ظاهرة تُعرف باسم تذبذب بوغو تلفًا ببعض أجزاء المحركات روكتداين جيه 2 في المرحلتين، الثانية والثالثة، من خلال انفجار خطوط الوقود الداخلية، ما تسبب في إغلاق محركين من محركات المرحلة الثانية مبكرًا. تمكن نظام التوجيه الموجود على متن المركبة من تعويض هذا التلف عن طريق تشغيل المرحلة الثانية والثالثة لفترة أطول، على الرغم أن مدار الوقوف الناتج كان أكثر إهليجيةً مما خُطط له. فشل محرك المرحلة الثالثة أيضًا في إعادة التشغيل لإدخال المركبة في مدارها إلى القمر. واختار فريق التحكم بالرحلة أن يكرروا ما حدث في رحلة أبولو 4 الاختبارية السابقة، لتحقيق مدار مرتفع وعودة مرتفعة السرعة باستخدام محرك وحدة الخدمة (SM). وبالرغم من الأعطال التي حدثت بالمحركات، أمدت هذه الرحلة وكالة ناسا بالثقة الكافية لتستخدم الصاروخ ساتورن 5 لإطلاق البعثات المأهولة. أُلغيت الرحلة الثالثة غير المأهولة، والتي كانت مُرتقبةً آنذاك، بعد أن قدمت رحلة أبولو 4 بيانًا لإعادة تشغيل محرك المرحلة «إس 4 بي»، بالإضافة إلى اختبار الدرع الحراري مع دخول الغلاف الجوي القمري بالسرعة الكاملة.

## الأهداف
كانت مهمة أبولو 6 بهدف إرسال مركبة القيادة ووحدة الخدمة بالإضافة إلى مركبة اختبار الوحدة القمرية (LTA)، وهي مركبة تحاكي الوحدة القمرية (LM) مع وجود مستشعرات للاهتزازات الهيكلية مثبتة عليها، إلى مسار مؤدي إلى القمر. ومع ذلك، لن يكون القمر في موقعه المناسب لرحلة الذهاب، وسيُشغل محرك وحدة الخدمة بعد خمس دقائق تقريبًا عن موعد تشغيله الأصلي للإبطاء من سرعة المركبة، حتى يخفض ارتفاع نقطة الحضيض المداري لها إلى 22204 كيلومترات تقريبًا حتى تعود مركبة القيادة ووحدة الخدمة إلى الأرض، لتحاكي مناورة إلغاء الرحلة و«العودة المباشرة». وفي رحلة العودة، سيُشغل المحرك مرةً أخرى حتى تتسارع المركبة لتحاكي مناورة صورية للعودة إلى المسار القمري بزاوية دخول للغلاف الجوي القمري تصل إلى -6.5 درجة وبسرعة تصل إلى 11100 متر في الثانية. ستستمر الرحلة بأكملها لمدة عشر ساعات تقريبًا.
ستختبر هذه الرحلة قدرة الصاروخ ساتورن 5 على إرسال مركبة أبولو الكاملة إلى القمر، وستختبر الضغوط الواقعة على الوحدة القمرية وطرق اهتزاز الصاروخ ساتورن 5 بأكمله مع حمولاته شبه الكاملة. لم يُحاكَ وزن المركبة الفضائية الكاملة للمهمة القمرية تمامًا لأن وزن مركبة اختبار الوحدة القمرية «إل تي إيه-2 آر» بلغ 12000 كيلوغرام فقط، أي أنه كان يمثل 80% فقط من وزن الوحدة القمرية التي بلغت كتلتها 15000 كيلوغرام. وزُودت مركبة القيادة ووحدة الخدمة أيضًا بوقود حتى وزن 25140 كيلوغرامًا، بدلًا الوزن المستخدم في المهمة القمرية الذي بلغ 28800 كيلوغرام.
كانت هذه المهمة أول المهمات التي استخدمت المنصة العالية رقم 3 الموجودة بمبنى تجهيز المركبات (VAB)، ومنصة الصواريخ المتحركة رقم 2، وغرفة الإطلاق رقم 2.

### مقالات ذات صلة
- برنامج أبولو

### وصلات خارجية
- Apollo 6 Press Kit (PDF)
- Apollo 6 at the NASA NSSDC database